# رامیان
رامیان شهری از توابع  بخش مرکزی و مرکز شهرستان رامیان در استان گلستان ایران است.

## تقسیمات کشوری
- شهرها: رامیان، دلند، خان به بین
- تقسیمات: مرکزی، فندرسک

رامیان شهری در استان گلستان ایران و مرکز شهرستان رامیان است.
جمعیت این شهر بر اساس سرشماری سال ۱۳۸۵، برابر با ۱۲٫۰۰۸ نفر بوده است و دارای ۷۸۳ کیلومتر مربع مساحت است. شهرهای دلند، قلعه میران و فندرسک از توابع آن هستند که ۵۵ روستا را شامل می‌شود. شهر رامیان دارای ۳ کیلومتر مربع مساحت است و موقعیت جغرافیایی آن با طول شرقی ۵۵٫۹ درجه و عرض شمالی ۳۷٫۱ درجه می‌باشد؛ که نسبت به مرکز استان (گرگان) ۷۶ کیلومتر فاصله دارد. میزان بارندگی سالانه شهر رامیان بین ۸۰۰ تا ۱۰۰۰ میلی‌متر است.
زبان‌های رایج مردم این منطقه فارسی و ترکی است و از فعالیت‌های مهم مردم منطقه رامیان کشاورزی، دامداری نوغانداری و آموزگاری است. مردم این منطقه در کنار فعالیت‌های کشاورزی از هنر صنایع دستی نیز بهره‌مند هستند و از مهم‌ترین صنایع دستی منطقه می‌توان به چادرشب‌بافی (چارشوبافی، ابریشم بافی) اشاره کرد.

## جاذبه‌های گردشگری
از جاذبه‌های گردشگری شهرستان رامیان می‌توان به قله ۲۴۰۰ متری قلعه موران به همراه چشم‌انداز زیبا و بقایای تاریخی، یخچال‌های طبیعی، گله‌های اسب وحشی و گونه‌های نادر دارویی گیاهی موجود در بالای کوه، استخر طبیعی گل رامیان با عمق نزدیک به ۸۰ متر، مجموعه ابشارهای سرخه کمر به تعدا ۵ آبشار، مجموعه ابشارهای جوزک، مجموعه ابشارهای سید کلاته به تعداد ۸ آبشار، مجموعه ابشارهای چفت که تعداد آن‌ها به ۱۲ آبشار می‌رسد که کوتاهترین ان ۸ و بلندترین ان ۳۲ متر ارتفاع دارد، مجموعه ابشارهای پشمکی، چشمه زارهای نیلبرگ، چشمه زارهای سید کلاته، انجیر چشمه، منطقه کوهستانی و برف گیر النگ، چشمه پیر کرم، دهکده‌های ییلاقی و توریستی در ارتفاعات رامیان، مانند پاقلعه، رضی، ملچ آرام و…، جنگل دره ملا و باغ تاشته، پارک جنگلی زیبای دلند، ذخیره گاه بین‌المللی سرو زربین، ذخیره گاه بین‌المللی سرخدار، جنگل پنهان خانه، گرم چشمه، دیو چشمه، روستای تاریخی کشکک، تپه تاریخی نقاره خانه، بقعه متبرکه امامزاده بی بی حلیمه خاتون الهادی و همچنین موزه مردم‌شناسی شهر رامیان اشاره کرد. رامیان مانند بسیاری از شهرهای شمالی ایران بازار هفتگی دارد. بازار این شهر سه‌شنبه‌بازار نام دارد.

### قلعه موران (قلعه میران)

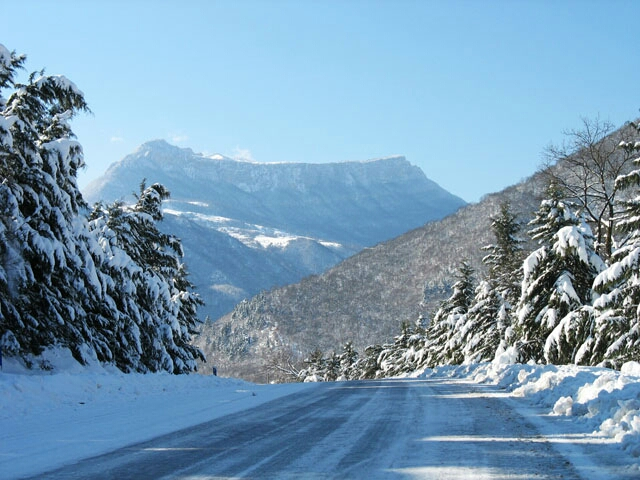
قلعه میران یا قلعه موران

قلعه موران یا قلعه میران قله‌ای به ارتفاع ۲۴۳۰ است متر که در جنوب غرب شهر رامیان واقع شده است در بالای این قله زمینی مسطح به مساحت ۳ کیلومتر مربع قرار دارد. بر فراز این قله و دامنه آن گیاهانی چون سرخدار، ممرز، راش، گردو، انجیلی، اورس، زرشک، رزماری، زعفران کوهی و سورنجان (حسرت) می‌روید. همچنین کنام گله اسبان وحشی، ببر، آهو و شوکا، خرس، گرگ، شغال، شاهین، عقاب و جغد می‌باشد.
در گویش محلی به این کوه قلعه موران -Qal'e Moran- می‌گویند، زیرا در لهجه باستانی گرگان گاه واج و حرف زیر بدل می‌شود به واج و حرف پیش. به هر حال این در حالی است که بنا به استنادات تاریخی این دژ مستحکم طبیعی نام خود را وامدار میرانشاه سلجوقی است.
این قله با مساحتی بالغ بر شصت هکتار وسیع‌ترین قله کشور محسوب می‌شود. با این حال، بیشتر جاذبه آن مدیون شکل منحصر به فرد و زیبای دیواره‌های صخره‌های گرداگرد آن است. این قله کنام گله‌های اسب وحشی هم می‌باشد. بر فراز این قله چشمه ساران و آرامها، بازمانده‌های قلعه‌هایی از دوران اشکانیان و شورش مازیار علیه خلافت عباسیان، جنگل‌های کهن اورس وجود دارد. گفتنی است جنگل‌های اورس موجود در قلعه موران (قلعه میران) و اطراف آن، یعنی جنگل‌های اولنگ و تخته بادو و همچنین جنگل ابر نخستین سرزمین‌های حاصل از پس روی دریای تتیس و در نتیجه نیای بزرگ جنگل‌های هیرکانی هستند.

### گل رامیان

گل رامیان

گل رامیان که در متون صفویه تا قاجار به نام فارسی «کبود استخر» نیز در مکاتبات و مراسلات راجع به ایالت گرگان از آن یاد شده است، ژرف‌ترین و عمیق‌ترین چشمه آب سرد در جهان است. گل (Göl) در ترکی به معنای تالاب و دریاچه، و به‌طور کلی به معنای تجمع انبوه آب است. رنگ این چشمه آب سرد با توجه به ژرفا و ویژگی آن در طول سال از سبز کبود به فیروزه‌ای تغییر می‌کند. گل رامیان در فاصله ۵ کیلومتری جنوب شهر قرار دارد که دارای جاده‌ای آسفالته و چشمه‌ای پرآب است که استخر طبیعی دایره شکل به مساحت ۷۲۰۰ متر مربع تشکیل داده که دارای آب زلال است. گل رامیان از جاذبه‌های معروف و زیبای استان گلستان است که عموم منطقه در ایام تعطیلات از آن استفاده می‌کنند. آب گل رامیان در تابستان‌ها هم استفاده کشاورزی برای مشروب کردن شالیزارهای مجاور خود را دارد و هم برای شنا و تفریحات تابستانه مورد استفاده مردم قرار می‌گیرد. طبق اسناد موجود از زمان
سعدالله خان ایلخانی حاکم فندرسک در زمان مظفرالدین شاه قاجار این تفرجگاه وقف حوزه علمیه سعدیه رامیان است.

### ذخیره گاه جنگلی زربین
در طرفین رودخانه قره چای در حوالی جنوب گل رامیان جنگل انبوه پهن برگ وجود دارد که هر چه به سمت جنوب حرکت کنیم به تدریج از گونه سوزنی برگ زربین در بین درختان پهن برگ افزایش می‌یابد به نحوی که در بخش‌هایی به صورت جامع سوزنی برگ نمایان می‌شوند. مساحت جنگلهای این منطقه به ۴۰۰ هکتار می‌رسد.

### ذخیره گاه سرخدار
سرخداران از بازماندگان هزاره‌های گذشته در عصر یخبندان در جنگل‌های هیرکانی می‌باشند که در نقاط معدودی در جهان از آن‌ها همچنان به‌طور طبیعی و خودرو می‌روید. ذخیره گاه این درختان در محدوده شهرستان‌های رامیان و علی‌آباد کتول از برجسته‌ترین ذخیره گاه‌های این درخت نادر در سطح جهان و میراث کهن زیست کره محسوب می‌شود. متأسفانه این درختان که در خطر انقراض اند، به خاطر مقاومت در برابر اشتعال و انعطاف در برابر چوب بری مورد غارت افراد سودجو برای نجاری (تولید قلیان، تخته نرد، مبل و…) قرار گرفته است، لذا این درختان در معرض نابودی و انقراض قرار گرفته‌اند. اقدامات بازدارنده (نظیر کشیدن سیم خاردار، گماردن جنگلبانان، جریمه مالی و فرهنگسازی) نسبت به این تخریب ناکارآمد بوده است. متأسفانه در سال‌های اخیر به علت قطع فراوان درختان جنگلی و جاده کشی در نقاط بکر عرصه را برای تخریب منابع طبیعی، از طریق استحصال گونه‌های گیاهی و جانوری در معرض خطر برای افراد سودجو بیشتر باز کرده است.

### ارتفاعات اولنگ

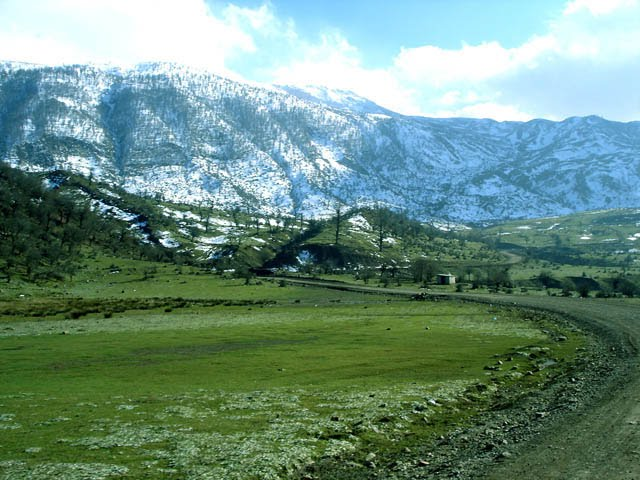
اولنگ

در جنوب شهرستان رامیان استپ، جنگل و ارتفاعات برفگیر و سرد ارتفاعات اولنگ (OLANG) واقع شده است. این منطقه مرتعی حاصلخیز با بادهای همیشگی و خنک است که پذیرای گردشگران فراوانی می‌باشد
در زمستان‌ها جنگل اولنگ شاهد برگزاری ورزش‌های زمستانی به خود است. در جوار اولنگ دشتی وجود دارد به نام «تخته بادو»، و همچنین قبل از این دشت فراخ و برفگیر نیز جاده‌های پیچ در پیچ زیبا و جنگلی «بادو» واقع شده است. در حوالی بادو روستاهای خوش آب و هوای «ملچ آرام» و «جوزچال» قرار دارند. مردمان این دو روستای خوش آب و هوای ییلاقی هنوز به سبک زندگی سنتی خویش وفادار مانده‌اند.
جنگل اولنگ در ۲۸ کیلومتری جنوب رامیان و در جاده رامیان-شاهرود قرار دارد.
گفتنی است که ارتفاعات اولنگ، قلعه میران و ابر نخستین مناطقی اند که از پس روی دریای تتیس (جد بزرگ دریای خزر و آرال) سر از آب درآوردند؛ لذا جنگل اولنگ، قلعه میران و ابر از قدیمی‌ترین گونه‌های گیاهی در سطح جهان بهره مندند. قدمت جنگل‌های اولنگ، قلعه میران و ابر واقع در استان گلستان، از جنگل‌های مطرح بسیاری در سطح کره زمین، نظیر جنگل‌های استوایی و آمازون بیشتر است.

## مردم
مردم رامیان و روستاهای کوهپایه و کوهستانی آن به زبان فارسی و طبری صحبت می‌کنند. زبان مردمان ترک‌زبان رامیانی ترکی قزلباشی است که در درجه اول دارای ریشه‌ای مشترک با ترکی خراسانی (گرایلی یا قرائی) و آنگاه با ترکی استانبولی، آذری و ترکمنی است. روستاهای کوهستانی این شهرستان به زبان طبری سخن می‌گویند و زبان طبری را با گویش بازمانده از گویش ایالت کهن گرگان (یا جرجان) با گرایشی از گویش گرگانی موسوم به کوهستانی سخن می‌گویند؛ که هم‌اکنون نیمی ازشهررامیان همین مردمان طبری زبان می‌باشند که از روستا به شهر کوچ کرده‌اند و بیشتر به شغل دامداری، کار در معدن ذغال‌سنگ، کشاورزی و کار در مشاغل دولتی مشغولند.
ترکان منطقه برای همکاری باشیعیان منطقه در قبال ازبکان و ترکمن‌ها به دستور صفویان، در «کالپوش» (در شهرستان میامی، استان سمنان) و نقاطی دگر از جمله مناطقی از خراسان، مانند بجنورد، شیروان، بام صفی‌آباد، جغتای، تربت حیدریه و… مستقر شدند. هرچند گستردگی گرایلی‌ها یا قرائی‌ها، استان‌های خراسان، گلستان، سمنان، آذربایجان غربی و کرمان را در بر می‌گیرد اما دسته‌ای از آن‌ها در زمان پخش ایل‌ها در زمان شاه عباس صفوی وارد رامیان می‌شوند. آن‌ها در ادوار آتی وارد مکانی با نام «کهنه رامیان» شدند که ویرانه‌هایی از آن، در شمال غربی رامیان فعلی، در غرب و جنوب غرب زمین‌های پرآب و حاصلخیز (آیش) و همچنین اطراف روستای «قره قاچ» تا «دره بیژن»، دشت توران و حوالی دامنه کوه «بلندجار» باقی مانده است؛ ولیکن به فرمان حسین قلی خان قاجار به رامیان تازه یا همین رامیان کنونی کوچیدند.

## تاریخ
نام رامیان در داستان‌های اسطوره‌ای ذکر شده است. در داستان بیژن و منیژه شاهنامه آورده شده است که مردم شهر اَرمان، شهر مرزی در ایران و توران از شاه وقت ایران می‌خواهند پهلوانی را برای کشتن گرازهای مزاحم کشتزارهایشان بسیج کند. امروزه شمال شهرستان رامیان را دشت توران می‌نامند که رو به آسیای میانه است. در حاشیه شهر دره‌ای هست موسوم به دره بیژن و هنوز هم اوصاف شاهنامه نظیر بیشه‌زاری، وفور نعمت و گوزن و آهو را داراست. نام رامیان شباهت دارد به واژه اَرمان. گفتنی است که در لهجه بومی اَرمان معادل آرمان تلفظ می‌گردد.
در داستان ویس و رامین هم فخرالدین اسعد گرگانی از عشق سه ضلعی ویس، رامین و ویرو تصویر کشیده است. در این داستان هم علاوه بر شباهت واژگان رامین با رامیان، نام ویرو را داریم در حالی که ویرو نام یک روستای تاریخی در کوهستان‌های رامیان می‌باشد.
به هر حال، شهر رامیان قدمت کهنی در طول تاریخ دارد. رامیان در اوایل دودمان اشکانی که شهر صددروازه پایتخت آنان بود، پایتخت ییلاقی و تفرجگاه شاهان اشکانی بود. آثار کشف شده در جنگل‌ها و کوه‌های رامیان و همچنین، آثار تاریخی بر این گزاره دلالت دارند. در کتاب «سرزمین جاوید» اثر ذبیح‌الله منصوری به نقل از نویسندگان ارمنی و یونانی جهان باستان و مورخان اروپایی معاصر آورده شده که یونانیان این منطقه را «لابوس» می‌خواندند. جنگ‌هایی میان اشکانیان و سلوکیان در این منطقه رخ داده است. گفتنی است که «شراب رامیان» از جمله تولیدات آن زمان رامیان بوده که بر اثر این تقابلات در طول تاریخ به ترتیب به یونان، روم، فرانسه و سپس به ایرلند و کالیفرنیا گسترده شده است.
اوج رونق رامیان در قبل از حمله سپاهیان عرب به ایران و در زمان رونق ایالت هیرکانیا بود و پس از حمله مغول وضعیت آن بدتر شد. در زمان تیمورلنگ عده‌ای گرایلی‌ها وارد محدوده خراسان، جرجان، قومس و مازندران می‌شوند. گرایلی‌ها در زمان صفویان وارد پیکره دولتی و نظامی این حکومت شده و رفته رفته تحت عنوان قزلباش شناخته می‌شوند.
پس از تأسیس مدرسه سعدیه رامیان علاوه بر نقش بازرگانی و کشاورزی، شهر رامیان از حدود سه قرن پیش نقش علمی گذشته به خود گرفت. این نقش در پیرامون دویست سال گذشته تا زمان پادشاهی رضاشاه پهلوی به اوج خود رسید اما رفته رفته رو به افول گذاشت. در سال ۱۳۹۵ طی تلاش مقامات محلی اقداماتی جهت احیای این مدرسه انجام شد. گفتنی است که این مدرسه بزرگ‌ترین باغ‌های موقوفه کل کشور را به خود دارد که شالیزارهای چشمه گل رامیان و مزارع منطقه گل چشمه (واقع در شهرستان آزادشهر) از جمله آن است.
در زمان انقلاب مشروطه، مردم رامیان به جرگه انقلابیون پیوستند. پس از خلع محمدعلی شاه قاجار از سلطنت و تبعید وی به روسیه در ماجرای به توپ بستن مجلس به کمک لیاخف، افسر روسی، وی قصد عزیمت مجدد به ایران برای بازپسگیری تاج سلطنت کرد. در این جنگ‌ها مردم رامیان با رهبری شیخ عبدالحسین جعفری رامیانی، ملقب به اشجع العلماء، در برابر نیروهای استبداد ایستادگی می‌کنند و آنان را به عقب بازمی‌گردانند. از این رو، رامیان در کنار استرآباد قطب دفاع از انقلاب مشروطه بود.

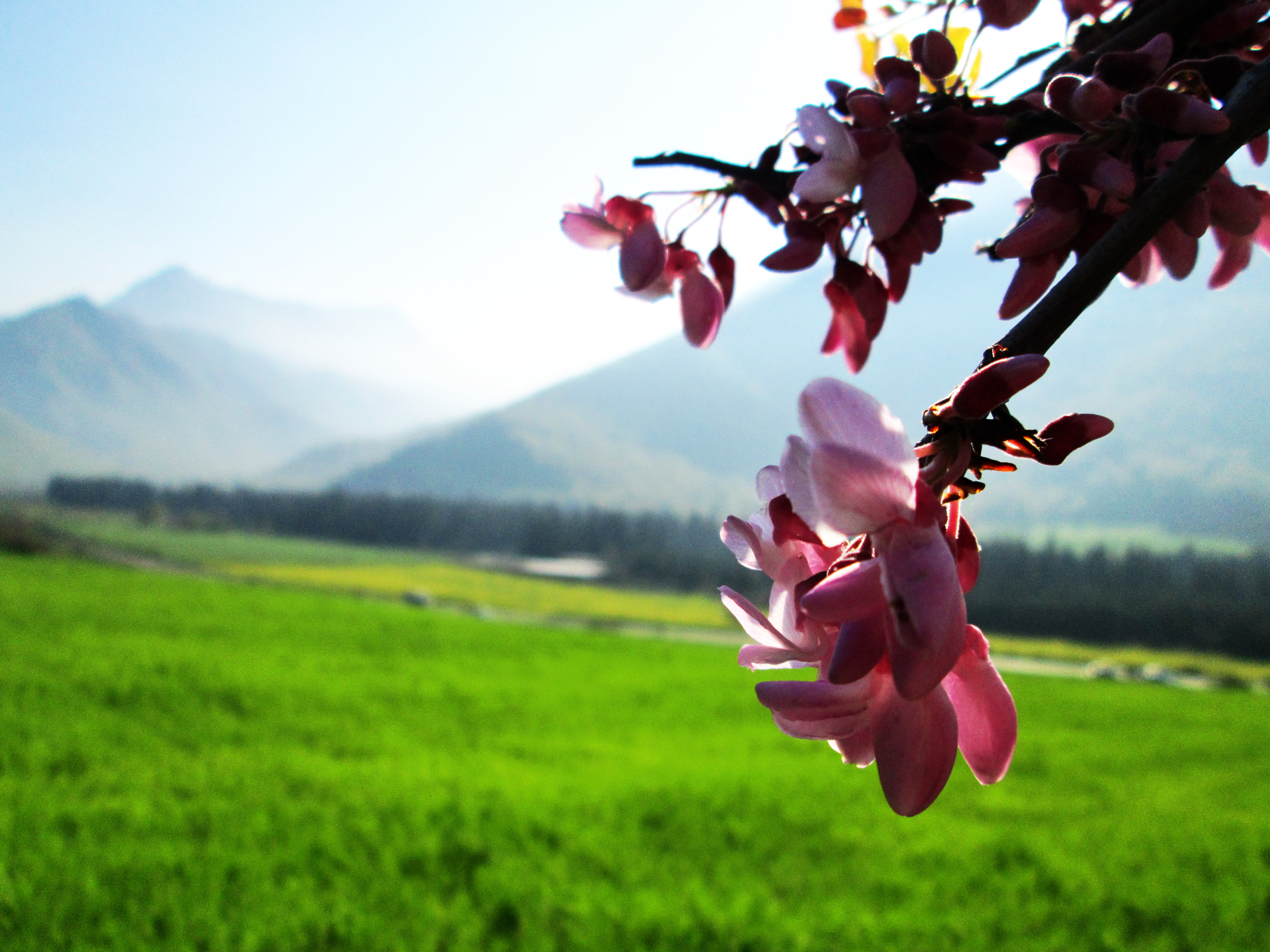
بهار رامیان

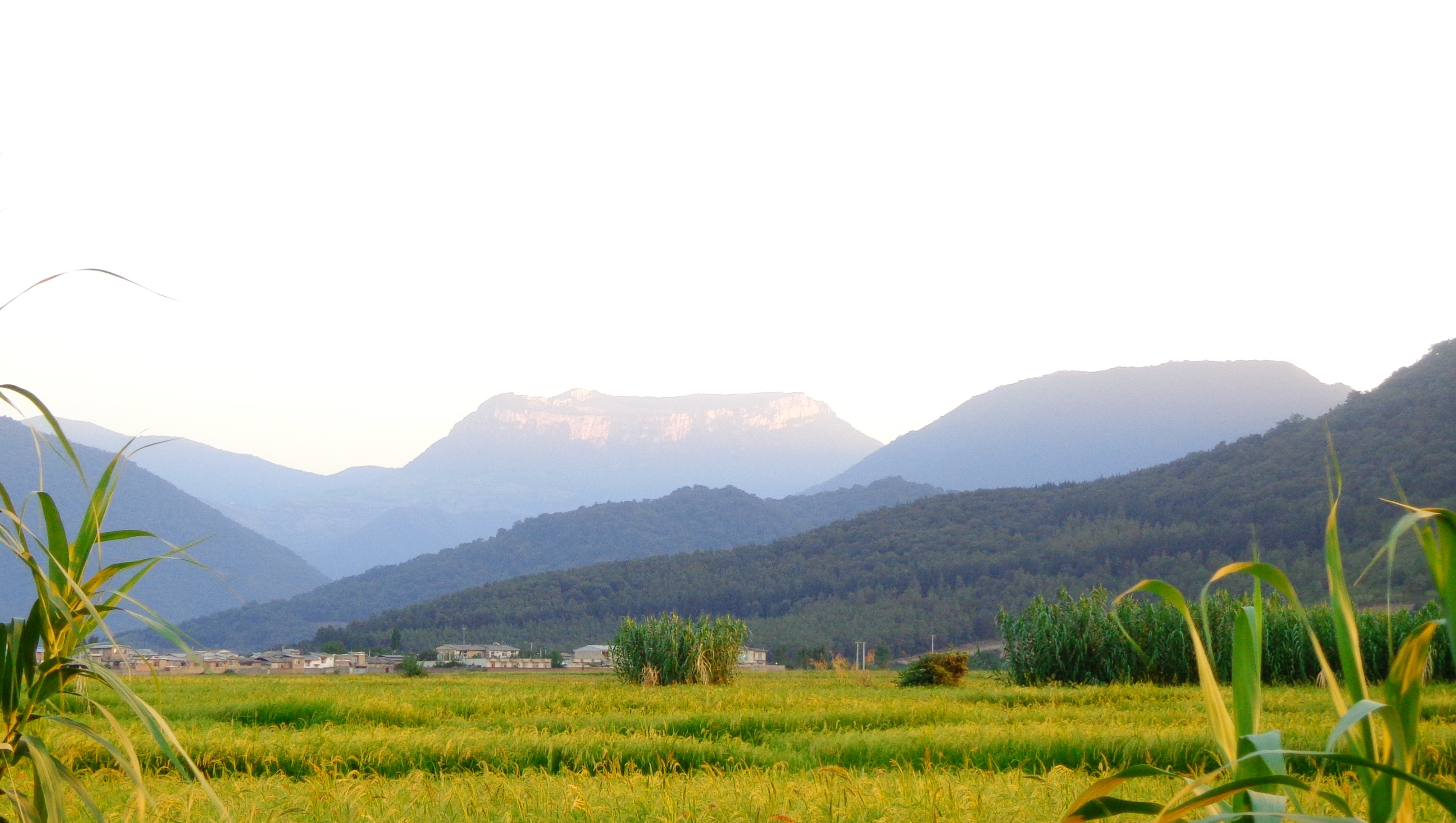
شالیزار تابستانه رامیان

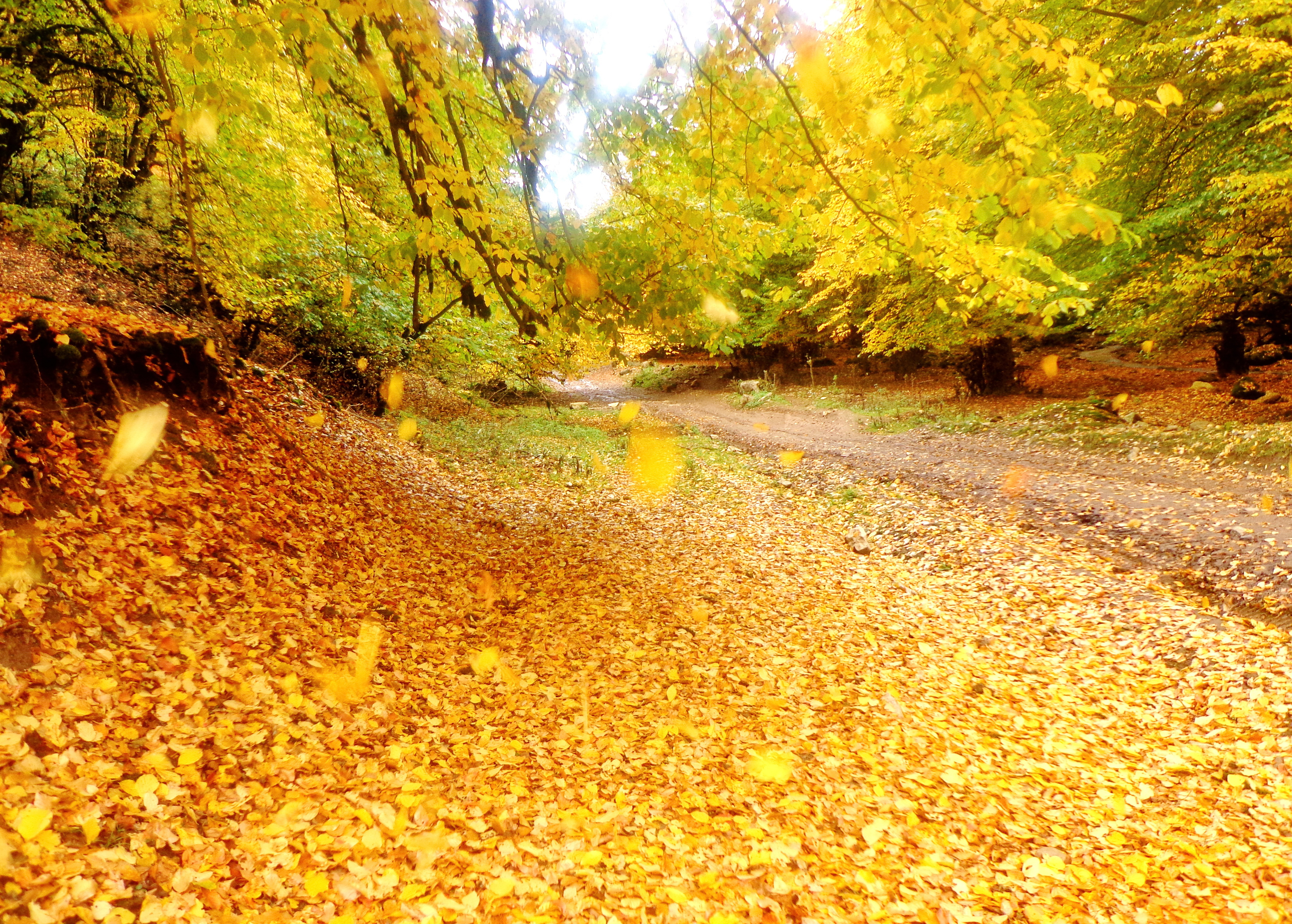
برگریزان پاییز رامیان، جنگل نیلبرگ

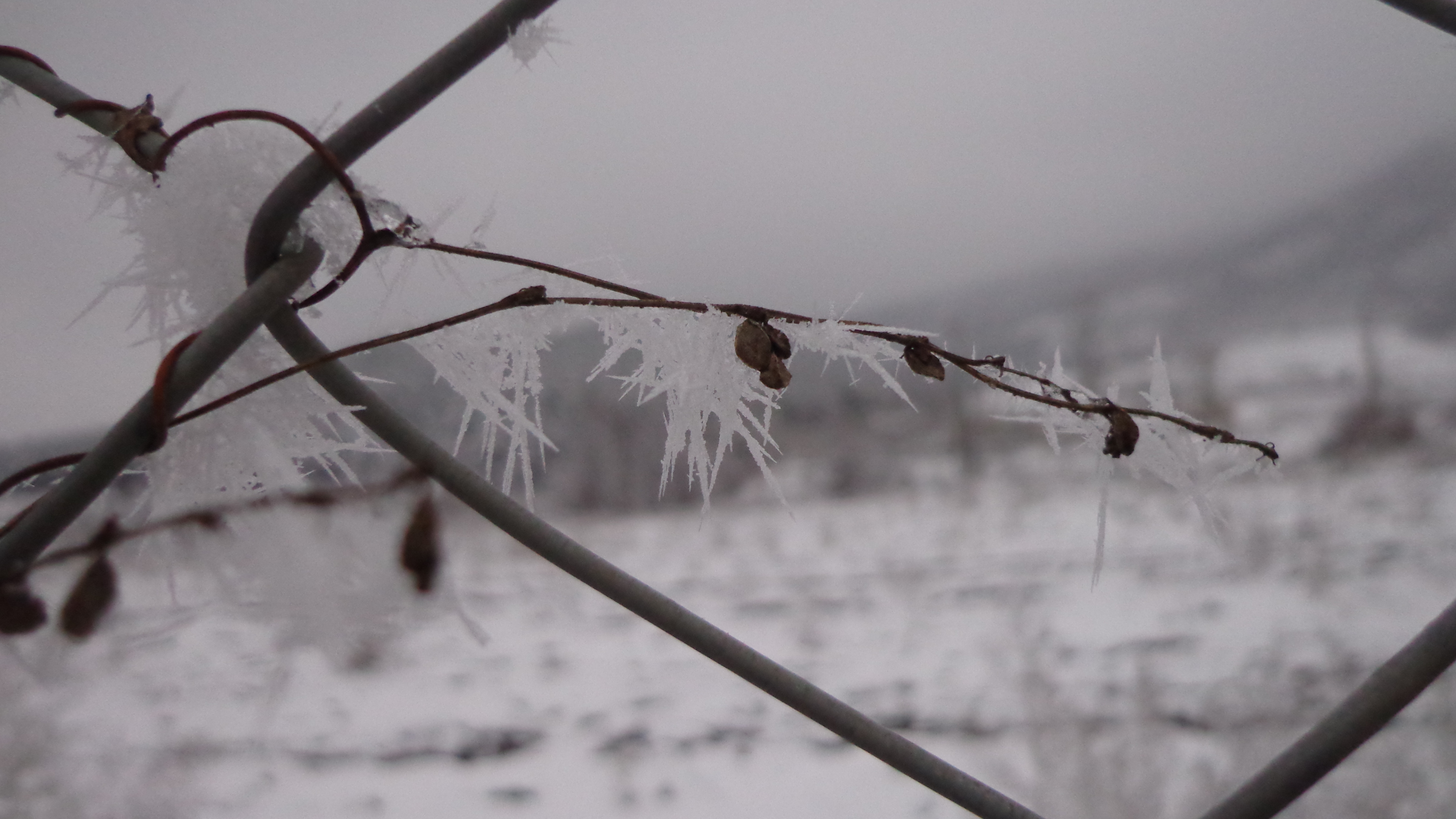
زمستان رامیان

## فرهنگ
از آثار فرهنگی شهر رامیان کتابخانه این شهر می‌باشد، ساختمان این کتابخانه در سال ۱۳۵۱ برای اداره فرهنگ و هنر دولت پهلوی ساخته شد، که در دوره انقلاب بعد از انتقال اداره فرهنگ و هنر سابق (فرهنگ و ارشاد) به ساختمان جدیدالاحداث خود، کتابخانه این اداره تحت نظر نهاد کتابخانه‌های عمومی کشور که در سال ۱۳۸۳ ایجاد شد، قرار گرفت، مخزن اصلی و سالن‌های مطالعه و سایر بخش‌های آن در طبقه همکف قرار گرفته است و طبقه فوقانی آن سالن آمفی تئاتر با گنجایش ۱۲۰ می‌باشد.

## سوغات
برجسته‌ترین اثر دستی هنری رامیانی منسوجات ابریشمی است. چه بسا هنر ابریشم بافی در این شهر از معماری و موسیقی و اشعار و داستان‌های بومی نیز بیشتر به شهرت رسیده است. به هر حال، هم‌اکنون نیز رامیان و مینودشت قطب تولید ابریشم استان گلستان به‌شمار می‌روند و بانوان در این دیار از دیرباز به نوغانداری و پرورش ابریشم و توت می‌پرداختند. تولید دستمال، رومیزی، سفره، هوله، عرقچین، جلیقه، پیراهن و البسه زنانه محلی از جنس ابریشم در این شهر در استان معروف بوده است. ابریشم بافی رامیان در سال ۱۳۹۲ خورشیدی گواهی نامهٔ مهر اصالت یونسکو را احراز نمود. هنوز منسوجات ابریشمی در زندگی روزمره کاربرد دارد و به
عنوان هدیه در میان مردم شهر رواج داشته و جزو هویت این مردمان محسوب می‌گردد.
از مشاغل قدیمی در رامیان زنبورداری در دشت‌ها و جنگل‌های پایین دست و بالا دست است. عسل رامیان از دیرباز مورد پسند بوده و بازار خوبی در منطقه داشته است. رامیان بزرگ‌ترین تولیدکننده عسل در استان گلستان محسوب می‌گردد.
از دیگر رهاورد رامیان می‌توان به بوته‌ها و میوه‌های جنگلی نظیر آلو جنگلی (قَلَرو)، آلوچه جنگلی (الچک)، ازگیل وحشی (کُندُس یا تلسکور)، بلوبری جنگلی (ولیک یا یئمئشن)، انار ترش جنگلی، توت فرنگی جنگلی (یا سنبلی کوکو)، نخودفرنگی محلی (مولک)، خرمالو و به جنگلی و… اشاره داشت. سبزی‌های جنگلی و گیاهان دارویی کوهی این شهر نیز مورد توجه مردم قرار گرفته است که از جمله آن‌ها می‌توان اشاره کرد به ناردنگ/چیگیردک (اناردانه)، قوناق (ارزن محلی)، شلمبه، چاققارتیکن (زولنگ یا زوله در گویش مردم گرگان زمین/چوچاغ در گیلکی)، پوشوگ قویروقو/نارنجی در گرگانی (اناربیجه در گیلکی)، سبزی گل قویون گُزو، قویون سَمِردن (خرفه)، قاراتیکن/سیاه تلو، تره سوغان (هلزو/الزو)، انواع ریاحین معطر و نعناهای محلی مانند هوجی/هوجو، سرسم (پونه سفید کوهی)، پونه (پودنه)، یئملک (در گویش تهرانی)، شیرین بادیان (رازیانه در گویش تهرانی)، بزاغان و….
تولید انواع سس و رب و ترشی و مرباجات از دیگر رهاوردهای رامیان است، نظیر رب گوجه، ترشی و رب کندس، ترشی انار جنگلی، رب آلو و آلوچه، مرباهای تمشک، تلاس، به، آلو، آلبالو، بهارنارنج و….
محصولات کشاورزی نظیر گندم و انواع آرد (خسیل، جو، بلوط، گندم و…) و برنج، انواع روغن‌ها مثل زیتون و کلزا، محصولات لبنی نظیر انوع کشک، کشک نرم یا پَتُق، قره قروت، قره قروت خمیری یا سیچو، کره محلی و….
از جمله صنایع دستی و هنری که خانواده‌های رامیانی به آن مشتاق بوده و آن را خریداری می‌کنند، عروسک‌سازی است. بانوان رامیانی هم عروسک‌های پارچه‌ای تولید می‌کنند و هم به قامت عروسک‌های پلاستیکی جامه‌های سنتی و بومی رامیانی به تن می‌کنند.
صنایع دستی چوبی مانند قلیان (چِلیم)، جا شمعی، سازها و بازی‌های چوبی مانند فلوت (فوت فوتک) و شطرنج در کنار صنایع دستی فلزی نظیر ساخت سیخ، دشنه، تبر نیز از جمله سوغاتی‌های این شهر به حساب می‌آید. همچنین ظروف مخصوصی که رامیانی‌ها به آن «قَل او» می‌گویند و برای دم گذاشتن چای آتشی‌های دبش در جنگل‌ها یا کنار شومینه‌های خانه‌های ییلاقی به کار می‌رود.

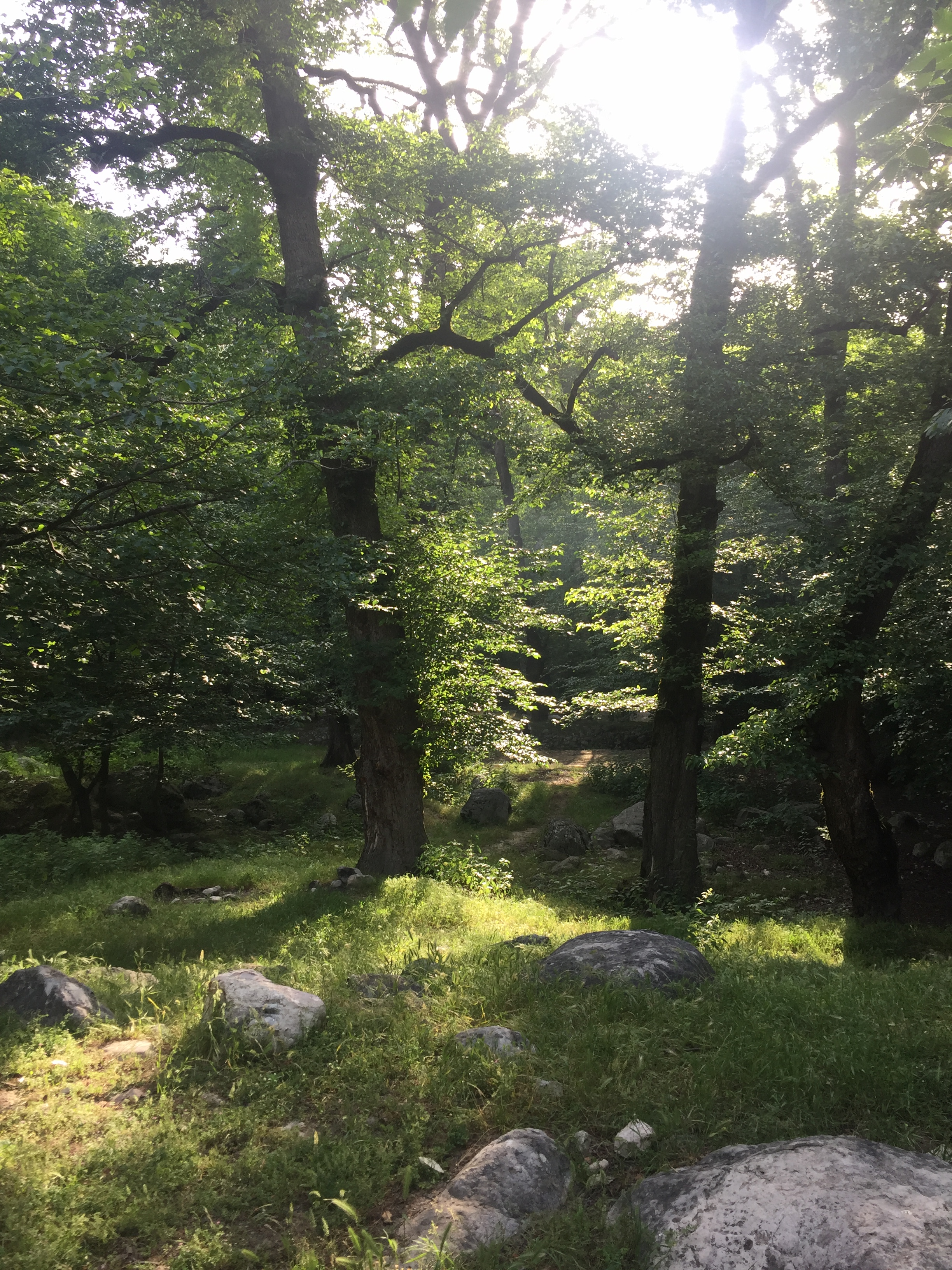

## غذاهای بومی
به دلیل غنای این شهر و به دلیل هم جواری با جنگل و رودخانه و جلگه‌های حاصلخیز، و اشتغال مردم آن به پرورش دام و طیور و کشاورزی، آشپزی در این شهر منبعث از اقتضائات بومی نیاکان این شهر واقع می‌شده است. همچنین به دلیل همسایگی رامیان با حاجیلر، فندرسک، استرآباد، کتول، کومش و دشت گرگان و ترکمن صحرا، اشتراکاتی با این سرزمین‌ها داشته، به نحوی که هم از آن‌ها تأثیر پذیرفته است و هم تأثیر گذاشته است. از جمله غذاهای بومی رامیانی عبارتند از:
چوز کبابی (جگر یا گوشتی که دور صفاق دام را می‌پیچانند. این نوع کباب، با این سبک طبخ، تنها در شهر رامیان پخت می‌شود. در شهرهای گرگان و گنبدکاووس از کباب یونانی استفاده می‌کنند که کلمه‌ای بدون پیشینه تاریخی است. برخی از روده به جای سفاق استفاده می‌کنند)
قُوُرما (گوشت تازه تفت داده شده و آب‌پز که برخی ساده و برخی همراه با ادویه جات و سبزیجات مانند ژیگو مصرف می‌کنند، برخی گوشت لخم را در ظرف شیشه‌ای ریخته و در قابله‌ای پرآب می‌جوشانند. برخی نیز آن را نمک سود کرده و از شکمبه دام آویزان می‌کنند)
آش خمیری (نوعی آش رشته که با چاشنی رب انار ترش سرو می‌شود)
رشته پلو و ماهی و پرنده شکم پر (که مواد آن سبزی‌های جنگلی و خانگی نظیر زلی (زولنگ در گویش گرگانی) و گشنیز، رب، هویج، نخودفرنگی، اناردانه (یا ناردنگ) گوشت چرخ کرده و پیاز است)
کاهو ترشی که با رب انار ترش سرو می‌شود (امروزه به عنوان دسر و تنقلات محسوب می‌شود، در گذشته وعده غذایی بود).
ماهی کبابی با ماهی‌های تِلاجی (رودخانه‌ای)
آب گوشت و کوبیده
ویژویژی (تف داده گوشت چرخ کرده، پیاز، سیب زمینی و رب و دیگر مخلفات)
کوکوی گَنده جارو (با گیاهی بومی به نام گندنه جارو به همراه دیگر چاشنی‌ها طبخ می‌گردد)
خورشت انار با بادمجان شکم پر (بادمجان شکم پر حاوی پیاز و سیر و گوجه و گوشت چرخ کرده بود که در خورشت انار پخته می‌شود)
کشک بادمجان (قورتو) (با طبخ به سبک رامیانی در ظرف‌های مخصوص تاغار)
پُتپُتو (نوعی خورش که با کشک تهیه می‌شود با برنج کته)
سولوف خورش (سلف نام سبزی جنگلی است)
لوقلوتئیه (کوکوسبزی و گوجه و بادمجان سرخ شده با برنج)
کباب ترش (کباب آغشته به رب انار و گشنیز و دیگر ریاحین و طعم دهنده‌های محلی)
شوله (برنج دمپختک با ماش و پیاز)
بِلبِلی کیشته (خورشتی که از میوه‌های هسته دار خشک مانند آلوجات، زردآلو و شفتالو تهیه می‌گردد)
آش ماش (برنج کته و شفته به همراه ماش، برخی از عسل به عنوان چاشنی در کنار آن استفاده می‌کنند)
ماش پلو (برنج دمپختک با ماش یا تره سوغان)
کوکوی ماش (سیب زمینی و ماش را جداگانه آبپز کرده و با جعفری و گشنیز و پیاز و نمک و ادویه کوبیده و مخلوط کرده و سپس سرخ می‌کنند)
دلمه (با برگ انگور و حبوبات و نیم دانه)
نرگسی (نوعی کوکو با اسفناج و مرغانه/تخم ماکیان)
کوکوی تره سوغان (پیازچه جنگلی)
آش گزنه (نوعی بوته جنگلی)
شوربا (رامیانی‌ها به غذاهایی مانند آش و سوپ شوربا می‌گویند)
تُرشو شوربا (آش ترش)
مرجوملئ آش (عدس پلو رامیانی)
عدسی رامیانی
بیشِک سؤد (دسته گندمی که نزدیک به رسیدن است را در ذغال پختن و میل نمودن)
آش خمیری (یون آشئ)
آش دوغ به سبک رامیانی
خورشتی آبکی از حبوبات و سبزیجات جنگلی و معطر مانند سُلوف، ماش، گزنه و…)
بورانی چلو (برنج کته و دم‌کش با بورانی یا ماست اسفناجی)
هسو (غذایی شبیه اشکنه که همراه با آرد لعاب فراوانش دهند)
آش (رامیانیها به جای پلو از واژه آش استفاده می‌کنند که مانند دیگر نقاط شمال ایران به انواع گوناگونی طبخ می‌گردد)
تورشک خورشتو (خورشی که با شبدر به همراه برگ چغندر، گشنیز، جعفری، آرد برنج و… طبخ می‌شود، معادل ترشه واش گیلانی است)
ماستوآ (نوعی آش ماست)
گندم علف خورش (گندم علف نام نوعی سبزی صحرائی است)
قوز خورشتو (خورش گردو یا همان فسنجان)
ماشلی خورش (ترکیب شده از ماش و کدو حلوایی با گوشت گوسفندی)
شولَه (سوپی ترکیب شده از ماش و دیگر مخلفات)
قُورتُو (که از کشک نرم موسوم به «پَتُق» در کنار بادمجان سرخ شده و سبزی هوجی و سیر داغ و سیر و خیار خام سرو می‌شود)
تُورشُو (از ترکیب آرد، سیب زمینی و هویج و تخم مرغ و نخودفرنگی به دست می‌آید)
تاسکباب رامیانی
قارما (همان استانبولی اما با سبک و سیاق پخت رامیانی آن)
قاتما قارما (یک نوع میرزا قاسمی که به جای بادمجان کدوسبز دارد و سیر، تخم مرغ ندارد)
یئتمچه (یک نوع میرزا قاسمی که کدوسبز ندارد اما بادمجان و تخم مرغ و پیاز دارد)
تاپ تاپی (مانند قاتماقارماست اما برخلاف آن که تف می‌دهند، تاپ تاپی را بخارپز می‌کنند)
بادمجان آش خورش (برنج کته به همراه خورش با مرغ و لپه و گوجه و…)
انواع ته چین‌ها که در تهیه آن‌ها از سس‌ها و رب‌های محلی بهره گرفته می‌شود؛ نظیر ته‌چین اسفناج، ته‌چین کدو، ته‌چین اناردانه با کدوحلوایی (ته‌چین ناردان)، ته‌چین تره سوغان، ته چین یئملئک (ته چین سبزی والک در گویش تهرانی)، ته‌چین کشمش پلو، سبزی ته‌چین، ته‌چین هویج و…
در تهیه ته‌چین‌های رامیانی از رب استفاده به فراوانی می‌شود.
خام ته‌چین (ته چین گوشت لخم بره با لوبیا و سبزیجات و ریاحین جنگلی)
ساچمه پلو (پلو با گوشت قل قلی و کشمش)
کاک یا کَک (نان محلی رامیانی)
تندِر چورَک (نان تنوری)
تره سوغان چورک (نانی که با پیازچه جنگلی تهیه می‌شود)
تورشو چورک (نان محلی به همراه سبزی جنگلی ای موسوم به "هوجی")
قاتلمه/قتلمه (نوعی شیرینی که از خاک قند و خمیرمایه سرخ شده به دست می‌آید)
کرسن چورک (کرسن نام ظرف بزرگی است که با چوب بلوط ساخته می‌شد. نانی را که در این ظرف به همراه افزودنی‌هایی مانند آویشن و رازیانه یا که کنجد، رازیانه و گردو پخت می‌شود، کرسن چورک گویند)
حالوا (حلوا برنجی به سبک اهالی شهرستان رامیان)
نون پنجره ای (نوعی شیرینی ترد)
کَسمَک (نوعی شیرینی که همراه با چای سرو می‌شود؛ در آن از گردو، کنجد، شکلات یا وانیل بهره می‌جویند)
مَت (نوعی شیرینی ویژه ایام سرد سال بخصوص شب یلدایی که از کنجد، عسل، گردو و دیگر مغزها تهیه می‌شود)
قُوُرداق (تف داده و برشته شده نیم دانه، برخی در کنار آن مخلفاتی مانند کنجد و سنجد اضافه می‌کنند)
کُماج (نوعی نان شبیه کیک که با کره حیوانی فراوان و در خاکستر پخته می‌شود)
پامولی چُورک (مشابه کماج اما پیرامون آن برگ‌های گیاهی پهن برگ موسوم به «پمول» است. همچنین از شیر تازه گاو و کره فراوان حیوانی حاصل از شیر گاو تهیه می‌گردد)
قوز چورک (شکل خمیر آن شبیه تورشو چورک بوده و شبیه پاکت نامه است اما محتوای آن سیاه دانه، کنجد و گردوی آسیاب شده است).
نون خرمایی (ریشه این نوع شیرینی به درختان خرمای شهر باستانی جرجان بازمی‌گردد. پیش از حمله مغولان در دشت گرگان خرما کشت می‌شد)
نون بلور (نان با آرد بلوط)
گندم شور (دسته‌های خوشه گندم که در آبشور گذاشته شده و تفت داده شده)
بیشِک سود (خوشه‌های گندمی که هنوز کامل نرسیده که در ذغال بریان شده)
بورانی (ماست و اسفناج و سیر و ادویه)
نوشیدنی کورَمَز (میکس شیر با آب انار یا رب انار)
نوشیدنی ترشی چالی (رب انار محلی، آب خنک، شکر و نعنا/پونه خشک، این نوشیدنی به عنوان دسر بعد از ناهار و تابستان سرو می‌شود)
تورشوچالی (ترشی چالی که در نی‌های سبز تهیه و نگهداری شود)
قُدماق قَمش (شیر تازه گوسفند تازه‌زا در بهار را در نی‌های سبز ریخته و در خاکستر آتش گرم می‌کنند؛ اصطلاحاً به پختن در آتش ملایم خاکستر «قُورما» گویند)
کاچکلثوم (ترکیب سیب زمینی و مرغ زعفرانی و هویج و قارچ)

## محله‌های قدیمی
- محله‌های قدیمی شهر رامیان عبارتند از:

رجبلو محله: کشیده از غرب تا شمال غربی شهر
آق اویلی: کشیده شده در غرب تا جنوب غربی
کتوکلی: در جنوب غربی شهر
کوپکلی: در جنوب شرقی شهر
داغلی محله: در منتهی‌الیه شمال شرقی شهر، در جوار جنگل نقاره خانه (نارخانا به تلفظ رامیانی)
نیلبرگ: امتداد شهر به سمت جنگل نیلبرگ در جنوب شرقی شهر
قانچی: در امتداد نیمه شرقی بلوار دانشجو و ساختمان جدید فرمانداری
دزدک محله: در مقابل نیلبرگ و کنار کوهستانی محله
قوان: در شرق شهر
ملچ آرام: در شمال غربی شهر، برگرفته از نام یک روستای ییلاقی در ارتفاعات رامیان
رجن: در منتهی‌الیه شرقی شهر، برگرفته از نام روستایی در ییلاقات رامیان
جوزچالی محله (منابع طبیعی):درمنتهی‌الیه شرقی و جنوب شرقی درکنارجنگل نگارخانه برگرفته از نام روستایی از ییلاقات کوهستانی به نام جوزچال